# Freedom (canción de Rage Against the Machine)
«Freedom» (traducido al español como «Libertad») es un sencillo de la banda de rap metal Rage Against the Machine publicado en 1994, original de su álbum debut homónimo. La carátula del sencillo tiene un fondo negro vacío y las palabras rage against the machine y freedom en blanco.
Freedom está en afinamiento Drop D en la guitarra y bajo, con un riff característico en la introducción y el coro.
Normalmente RATM prefiere tocar esta canción al final de sus conciertos, debido al puente de la canción seguido de una parte rápida y pesada, "apropiada" para cerrar un concierto.
La canción apareció en un capítulo de la serie de MTV Daria, titulado Quinn, la cerebrito.
Freedom fue tocada en vivo por primera vez el 23 de octubre de 1991, en el Cal State in the Quad.

## Video musical
El video de Freedom fue dirigido por Peter Christopherson y producido por Fiz Oliver de Squeak Pictures. Se basa en el caso de Leonard Peltier, quien era uno de los líderes del American Indian Movement (AIM). La banda toca en un lugar pequeño a lo largo del video. Durante el video, el cortometraje del caso Peltier es examinado, y se muestran fotos de Peltier y otros miembros de AIM.
A lo largo del video se van mostrando citas de Sitting Bull e información general de AIM, tomada del estudio del caso de parte de Peter Matthiessen, In The Spirit of Crazy Horse. El video termina con una foto de Peltier en prisión y la frase justice has not been done (la justicia no ha sido hecha, en inglés).
Brad Wilk, el baterista de la banda, durante el video toca dándole la espalda al público, como estaba acostumbrado a hacerlo en 1994. Luego de un tiempo puso espejos gigantes en la pared que estaba en frente de él, para poder mirar al público a sus espaldas.

## Contenido del sencillo
1. «Freedom»
2. «Freedom» (En vivo)
3. «Take the Power Back» (En vivo)